# Konstantin Heide
Konstantin Günter Georg Heide (* 27. Januar 2006 in Kirchheim bei München) ist ein deutscher Fußballtorwart. Seit der Saison 2023/24 gehört er zum Profikader des deutschen Drittligisten SpVgg Unterhaching, dessen Stammtorwart er seit Beginn der Saison 2024/25 ist. Im Jahr 2023 wurde Heide mit der deutschen U-17-Nationalmannschaft Europa- und Weltmeister.

## Karriere

### Vereinskarriere
Heide begann seine Vereinskarriere als Fußballspieler als Dreijähriger im Nachwuchsbereich des Kirchheimer SC aus Kirchheim bei München. Dort war er bis 2016 aktiv und wechselte daraufhin von der E-Jugend seines Heimatvereins in die des SpVgg Unterhaching im Süden der Landeshauptstadt. Zu dieser Zeit war er auch beim FC Bayern München und dem TSV 1860 München im Gespräch, entschied sich jedoch für den Klub aus Unterhaching. In weiterer Folge durchlief er sämtliche Jugendspielklassen und stand als 14-jähriger C-Jugend-Spieler im Herbst 2020 erstmals im Kader der U-17-Mannschaft des Vereins. Für diese kam er ab der Saison 2021/22 als Stammspieler in der Süd/Südwest-Staffel der B-Junioren-Bundesliga zum Einsatz. Von 20 möglich gewesenen Einsätzen absolvierte er 19. Mit sechs Punkten Rückstand auf die B-Jugend des VfB Stuttgart belegte er mit Unterhaching am Saisonende den zweiten Platz in der Süd/Südwest-Staffel der B-Junioren-Bundesliga. Am 2. Oktober 2021 gab der damals 15-Jährige sein Debüt in der A-Junioren-Bundesliga, die Unterhaching als Aufsteiger 2021/22 auf dem siebenten Tabellenplatz beendete. Im Frühjahr 2022 nahm er am DFB TW-Elite-Camp teil. In der darauffolgenden Spielzeit 2022/23 startete Heide abermals als Stammtorhüter der B-Jugend, ehe ihn im Oktober 2022 eine Verletzung zu einer monatelangen Pause zwang.
In der Saison 2023/24 kam er vermehrt zu Einsätzen in der A-Jugend, ehe er in der zehnten Meisterschaftsrunde im Oktober 2023 sein Pflichtspieldebüt für die Profis gab. Heide kam am 7. Oktober 2023 als Vertretung von René Vollath bei der 0:1-Auswärtsniederlage gegen den MSV Duisburg zum Einsatz. In der Folge kam er zu Einsätzen für die U-19-Mannschaft des Klubs und danach im Frühjahr 2024 zu einer Reihe von Ligaeinsätzen für die zweite Mannschaft des Vereins in der sechstklassigen bayerischen Landesliga Südwest. Marc Unterberger setzte ihn daraufhin in den beiden letzten Saisonspielen der 3. Liga gegen Dynamo Dresden und Preußen Münster ein.
In die Saison 2024/25 startete Heide unter Trainer Unterberger als Stammtorhüter.

### Nationalmannschaftskarriere
Nachdem Heide bereits im Juli 2021 bei einem U-15-Sichtungslehrgang der Nationalmannschaft in Grünberg gewesen war, wurde das Torwarttalent aus dem Hachinger Nachwuchsleistungszentrum kurz darauf von Christian Wück, dem Trainer der deutschen U-16-Nationalmannschaft, für zwei Länderspiele gegen Österreich in Traunstein in den Nationalkader geholt. In diesen beiden Partien noch nicht im Einsatz, gab Heide am 26. Oktober 2021 bei einem 2:1-Erfolg über die gleichaltrigen Schweizer sein Länderspieldebüt für sein Heimatland. Wenige Monate später war Heide Teilnehmer am Januar-Trainingslehrgang des U-16-Nationalteams, mit dem er an einem Trainingslager in der spanischen Küstenstadt San Pedro del Pinatar teilnahm. Im Februar 2022 war er mit der Mannschaft in Portugal und absolvierte dort ein Länderspiel gegen die portugiesische U-16-Auswahl. Nachdem er davor auf Abruf im U-16-Kader gestanden hatte, wurde Heide im April 2022 für zwei im darauffolgenden Monat stattfindende Testspiele gegen Frankreich erneut für die U-16-Nationalmannschaft nominiert. Dabei absolvierte er das erste Spiel, das in einem 1:0-Sieg der Deutschen endete, und saß bei der zweiten Begegnung auf der Ersatzbank. Kurz nach seinem letzten U-16-Länderspiel fand Heide in einer bayrischen Landesauswahl Berücksichtigung.
Im August 2022 stand Heide erstmals auf Abruf für einen U-17-Trainingslehrgang und gab nur einen Monat später bei einem Vier-Nationen-Turnier in Duisburg gegen Uruguay (1:3-Niederlage) sein Teamdebüt. Trotz seines halbjährigen verletzungsbedingten Ausfalls holte ihn Wück für die zwischen Mai und Juni 2023 in Ungarn ausgetragene U-17-Europameisterschaft als zweiter Torhüter in das 20-köpfige deutsche Spieleraufgebot. Im Lauf des Turniers, das die Deutschen als Europameister beendeten, fand Heide keine Berücksichtigung und musste Max Schmitt vom FC Bayern München den Vortritt lassen. Nachdem er in der Turniervorbereitung keine Berücksichtigung gefunden hatte, holte ihn Wück für die zwischen November und Dezember 2023 ausgetragene U-17-Weltmeisterschaft abermals als Ersatztorhüter in den Nationalkader. Beim Turnier in Indonesien musste Heide anfangs erneut Schmitt den Vortritt lassen, rückte jedoch an die erste Stelle, nachdem Schmitt vor dem Halbfinalspiel gegen Argentinien kurzfristig ausgefallen war. In einem turbulenten Spiel, das nach einem Tor der Argentinier zum 3:3-Ausgleich in der 97. Minute noch ins Elfmeterschießen führte, konnte Heide mit guter Leistung brillieren. Nachdem er sein Heimatland davor schon immer wieder im Spiel gehalten hatte, parierte Heide die ersten beiden Elfmeterschüsse der Argentinier, zog mit den Deutschen ins WM-Finale ein, wurde von der FIFA zum Player of the Match gewählt und von den heimischen Medien als Deutschlands „WM-Held“ betitelt. Beim ebenfalls in einem Elfmeterschießen geendeten Finalspiel gegen Frankreich, bei dem er erneut für den erkälteten Schmitt einsprang, hielt Heide weitere zwei Elfmeterschüsse und war damit einer der Hauptleistungsträger für den deutschen Titelgewinn. Zusätzlich zum Weltmeistertitel wurde Heide auch im Finale von der FIFA als Player of the Match ausgezeichnet.
Am 22. Mai 2024 debütierte er in einem Freundschaftsspiel gegen Dänemark für die deutsche U-18-Nationalmannschaft, als er beim 1:1-Remis die erste Halbzeit absolvierte und danach durch Timo Schlieck ersetzt wurde.
Nachdem er davor bereits im September 2024 in einem Freundschaftsspiel gegen die Alterskollegen aus England und danach im Vorbereitungsturnier auf die Qualifikation zur U-19-Europameisterschaft 2025 gegen Spanien zum Einsatz gekommen war, bestritt er im November 2024 die Qualifikationsrunde der besagten EM-Quali, kam dabei nur im letzten Spiel gegen Ungarn zum Einsatz, schafft es mit den Deutschen jedoch, sich für die im März 2025 stattfindende Eliterunde der Qualifikation zu qualifizieren. Bei der U-19-Europameisterschaft 2025 erreichte er mit seinem Team das Halbfinale.

## Erfolge
mit der U-17-Nationalmannschaft
- 1× U-17-Europameister: 2023 (ohne Einsatz)
- 1× U-17-Weltmeister: 2023
- 2× Player of the Match bei der U-17-Weltmeisterschaft: 2023 (Halbfinale und Finale)

## Privates
Sein Vater Günter (* 1967) war ein erfolgreicher Handballtorwart, der zwischen 1988 und 1992 unter anderem beim Bundesligisten TSV Milbertshofen aktiv war und heute vorrangig als Handballtrainer in Erscheinung tritt. Von seinem Vater wurde Konstantin Heide als Kind oftmals zum Handball mitgenommen, da der Vater hoffte, dass sein Sohn in seine Fußstapfen treten würde. Dieser entschied sich jedoch für eine Karriere als Torhüter im Fußballsport.
Zum Zeitpunkt des WM-Siegs mit der deutschen U-17-Nationalmannschaft stand Heide einige Monate vor seinen Abiturprüfungen am Gymnasium Kirchheim.